# Tveits kommun
Tveits kommun (norska: Tveit kommune) var en kommun i Vest-Agder fylke i södra Norge. Kommunen omfattade ett område i den nordöstra delen av nuvarande Kristiansands kommun. Tätorten Tveit utgjorde kommunens centralort.

## Administrativ historik
Tveits kommun upprättades den 1 januari 1838 (som Tved formannskapsdistrikt) när Formannskapslovene från 1837 trädde i kraft. 
Den 1 januari 1965 gick Tveits kommun, tillsammans med kommunerna Oddernes och Randesund, upp i Kristiansands kommun. Kommunens hade då 2 802 invånare.